# Steffisburg
Steffisburg ist eine politische Gemeinde im Verwaltungskreis Thun des Kantons Bern in der Schweiz. Der Name Steffisburg bildet sich aus dem Heiligennamen Stephan und dem althochdeutschen Gattungswort Burg. Obwohl der Ort in den letzten Jahrzehnten auf städtische Grösse mit 15'800 Einwohnern angewachsen ist, bezeichnet sich Steffisburg immer noch als ein «Dorf».

## Geographie
Steffisburg liegt in einer voralpinen Hügellandschaft an der Zulg, am Rand des Berner Oberlandes. Steffisburg ist ein Vorort nördlich von Thun. Die Nachbargemeinden Steffisburgs sind Thun, Homberg, Fahrni, Unterlangenegg, Uetendorf und Heimberg. Das Zentrum liegt auf einer Höhe von 585 m ü. M., der tiefstgelegene Punkt befindet sich im Aarefeld (550 m ü. M.),  der höchste Punkt im Bereich Schewendibach/Gibelegg (1034 m ü. M.).
Etwas getrennt vom Dorf, unmittelbar vor den ehemaligen Stadttoren Thuns, befinden sich die Quartiere Schwäbis und Sonnenfeld. Hier haben sich neben grossen Wohnüberbauungen, Schulen und Kirche unter anderem eine Molkerei, Sägerei und ein Teil des Waffenplatzes Thun angesiedelt.

## Wappen und Burg
Der Standort der auf dem Wappen abgebildeten Burg ist heute unklar. Sie könnte einerseits am jetzigen Standort der Kirche, der kleinen Nagelfluhrippe über dem Oberdorf, gestanden haben. Der Bezeichnung «Burg» wäre diesen Vermutungen zufolge der Name des Schutzheiligen der errichteten Kirche, Stephanus, vorangestellt worden. Archäologische Funde im Jahr 2007 lassen jedoch das «Grosse Höchhus» als anderen möglichen Standort der Burg plausibel erscheinen.

## Geschichte
Die Urgeschichte liegt im Dunkeln, weil nur sehr wenig Bodenfunde auf eine frühe Besiedlung hinweisen.

### Gallisch-römische Zeit
Helvetischen Ursprungs ist wohl der Flussname Zulg (früher Zull, Zulle, Zulla), zum gallischen tullo ‹(An-)Höhe› (vgl. air. tulach ‹Hügel›, walis. twlch ‹Höcker, Beule›). Golaten, der Name einer kleinen Schlucht des Bösbaches, gibt deutlich das galloromanische golatta ‹kleines Tobel› wieder. Auf Reste eines römischen Gutshofes stiess man beim Bau der Verbandsmolkerei im Schwäbis.

### Völkerwanderungszeit
Unzweifelhafte Zeugen einer Besiedlung im Frühmittelalter sind mehrere Bodenfunde und die alemannischen Flurnamen Ortbühl, Tüchtiwil, Hardegg, Hartlisberg, Siglisberg u. a.

### Spätes Mittelalter und Neuzeit
Der Ortsname Stevansburc erschien erstmals 1133 in einer Urkunde. Bis 1218 verwaltete Berchtold V. von Zähringen, der Gründer Berns, die Gegend. Seine Erben waren die Kyburger. Aus dem 12. Jahrhundert stammt der romanische Turm der Dorfkirche als heute ältestes Baudenkmal der Gemeinde.
Das «Freie Gericht an der Louwinen» mit den heutigen Gemeinden Steffisburg, Heimberg, Brenzikofen, Herbligen, Fahrni, Unter- und Oberlangenegg, Eriz, Horrenbach-Buchen, Homberg, Teuffenthal, Schwendibach, Goldiwil, Heiligenschwendi und Sigriswil kam 1385 an Bern. 1405 hielt das «Frygricht Landrächt» altüberlieferte Freiheiten und Rechte schriftlich fest und regelte die Verwaltung des Freigerichts. Der Landbrief wurde sowohl 1471 als auch 1535 erneuert, 1471 wurden außerdem die Freigerichte Steffisburg und Sigriswil getrennt.
Die zwei grossen Grundherren von Steffisburg, das Kloster Interlaken und Heinrich Matter, übertrugen der Dorfgemeinde 1449 die Rechte, über die Allmend und den Wald zu wachen (Heinrich Matter gehörten u. a. das Höchhus, einige Mühlen, viele grosse Höfe, Rebberge und mehrere Häuser im Dorf).
Die Steffisburger, vorab Statthalter Peter Surer, kauften 1539 die Matterschen Güter mit den Herrschaftsrechten. In Surers Amtszeit fiel der Bau des «Landhauses» als Gerichtshaus der Landschaft Steffisburg, das bis Februar 2012 als Gasthof «Landhaus» genutzt wurde.
Die gereizte Stimmung der Steffisburger gegen die überhebliche Obrigkeit zeigte sich 1653 im Bauernkrieg, in welchem Hauptmann und Statthalter Hans Berger eine bedeutende Rolle spielte. Der Hinrichtung konnte er sich durch Flucht ins Ausland entziehen.
Von 1586 bis 1864 wurde eine Pulvermühle betrieben, bis die Eidgenossenschaft den Betrieb schloss und die Munitionsfabrik in Thun eröffnet wurde.
1798 marschierten die Franzosen in Steffisburg ein. Statthalter Kaspar Schweizer wehrte sich entschieden gegen ihre übertriebenen Forderungen. Er war während der Helvetik für kurze Zeit erster Distriktsleiter der Landschaft.
Die Dorfversammlung beschloss 1825 die Trennung der Burger- und Einwohnergemeinde. Der Einwohnergemeinde wurden das Waisen-, Armen-, Strassen-, Schwellen- und Polizeiwesen übertragen. Nach dem Inkrafttreten der neuen Verfassung ist 1831 das «Frygricht Landrächt» endgültig durch kantonale Gesetze abgelöst worden. Der sogenannte Ausscheidungsvertrag zwischen der Einwohnergemeinde und der Burgergemeinde kam 1861 zum Abschluss.

Luftbild (1954)

1947 traten aufgrund einer neuen Gemeindeorganisation die Urnenabstimmung und der Grosse Gemeinderat (mit dem nun hauptamtlichen Gemeindepräsidenten an der Spitze) an die Stelle der Gemeindeversammlung.

## Politik
- Grüne: 2
- SP: 6
- EVP: 4
- GLP: 5
- Mitte: 1
- FDP: 4
- SVP: 9
- EDU: 3

Der Gemeinderat bildet die Exekutive der Gemeinde Steffisburg. In der Legislatur 2023–2026 setzt sie sich folgendermassen zusammen: 2 SVP, 2 SP, 1 FDP ,1 EDU und 1 Grünliberale. Gemeindepräsident ist der dem Gemeinderat angehörende Reto Jakob (SVP).
Der Grosse Gemeinderat bildet die Legislative. Er setzt sich aus 34 Mitgliedern zusammen und wird von den Stimmberechtigten auf vier Jahre gewählt. Die rechts stehende Grafik zeigt die momentane Sitzverteilung des Grossen Gemeinderates (Ergebnis der Gemeindewahlen 2022).
Die Stimmenanteile der Parteien anlässlich der Nationalratswahlen 2023 betrugen: SVP 30,2 % (−0,3 %), SP 16,5 % (+3,7 %), glp 11,1 % (+1,2 %), EVP 9,0 % (+0,2 %), GPS 7,9 % (−3,4 %), FDP 7,5 % (−0,9 %), EDU 7,2 % (+2,1 %), Mitte 6,8 % (−1,6 %).

## Wirtschaft
In der Gemeinde gibt es rund 4000 Arbeitsplätze. Grösster Arbeitgeber in der Gemeinde ist die Firma Fritz Studer AG (600 Angestellte), ein Hersteller von Präzisions-Rundschleifmaschinen.

## Verkehr
Steffisburg ist durch die STI-Buslinien 1 und 3 Richtung Thun ans öffentliche Verkehrsnetz angeschlossen. Von 1913 bis 1958 wurde der Ort durch die Strassenbahn Steffisburg–Thun–Interlaken bedient. Steffisburg wird am westlichen Rand von der Bahnstrecke Thun–Burgdorf berührt,  aufgrund ihrer peripheren Lage haben aber die Stationen Steffisburg und Schwäbis keine grosse Bedeutung für die Erschliessung der Gemeinde.

## Abwasser
Zur Reinigung des Abwassers wurde die Gemeinde an die ARA Thunersee in der Uetendorfer Allmend angeschlossen.

## Kultur
Die Stadt besitzt eine eigene Kunstsammlung. Die Kunstkommission Steffisburg organisiert im Auftrag des Gemeinderates jährlich zwei Kunstausstellungen in der Villa Schüpbach. In den letzten Jahren fanden mehrere Ausstellungen statt, zum Beispiel über Jakob Jenzer, Henriette Sechehaye, Otto Nebel oder Stefan Haenni.
Im Höchhus werden in Ausstellungen regelmässig die Bilder der Kunstsammlung Hans & Marlis Suter gezeigt, zum Beispiel Werke von Paul Freiburghaus, Bendicht Friedli, Knud Jacobsen, Helene Pflugshaupt, Victor Surbek oder Fred Stauffer.

## Sehenswürdigkeiten
- Die Dorfkirche im Oberdorf[12]
- Grosses Höchhus[13]

- Der von der Zulg abzweigende Mühlebach betrieb früher 23 heute noch dokumentierte Mühlen und weitere industrielle Anlagen.[14] Heute noch in Betrieb sind eine Säge (Saagi) und ein sich leer drehendes Wasserrad (Obere Mühle). 2024 dazu gekommen ist ein durch den Hauptfluss betriebenes Schöpfrad am Anfang, da die ursprüngliche Müllerschwelle abgesenkt wurde.

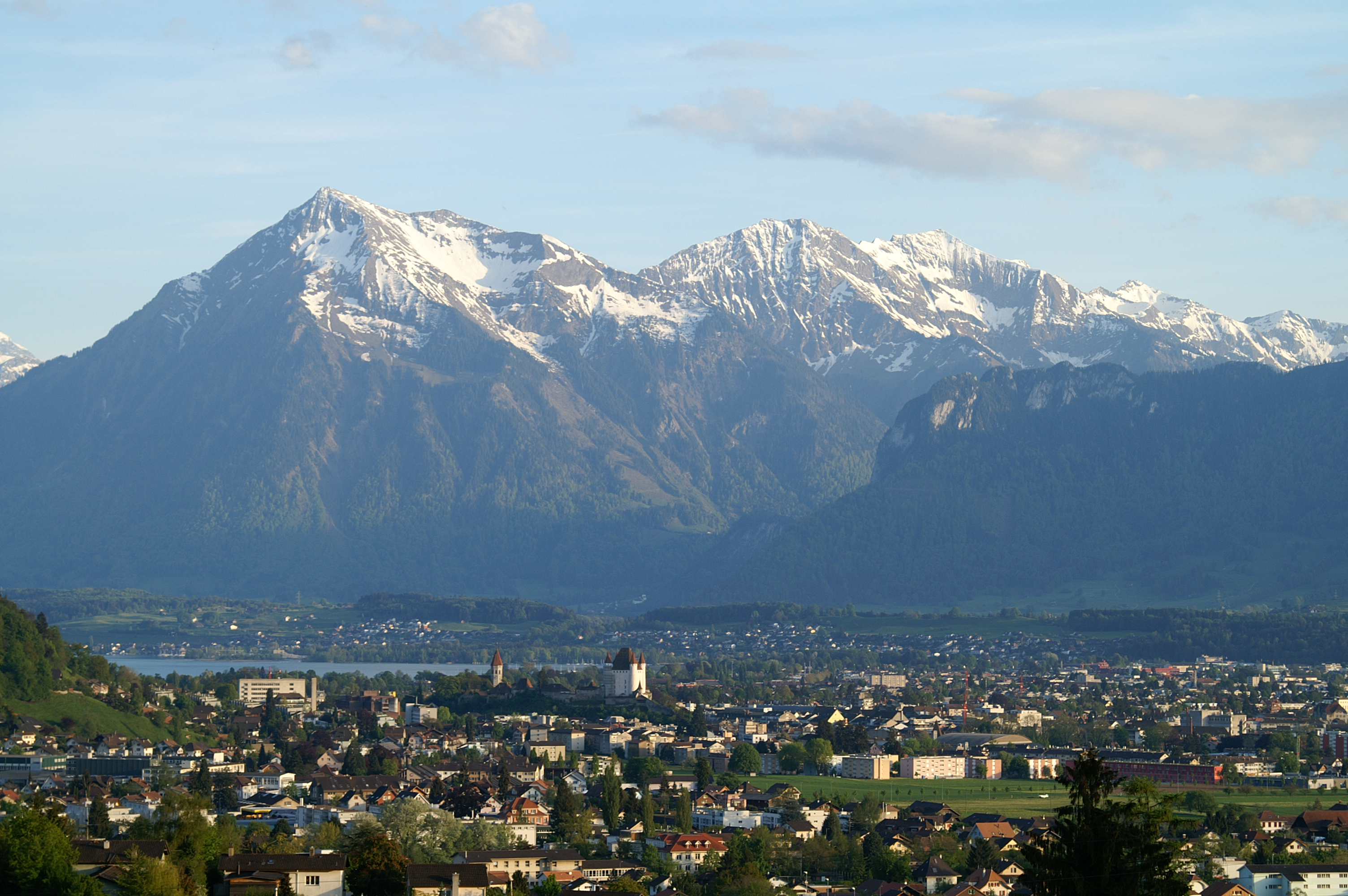
Blick von Steffisburg zum Schloss Thun
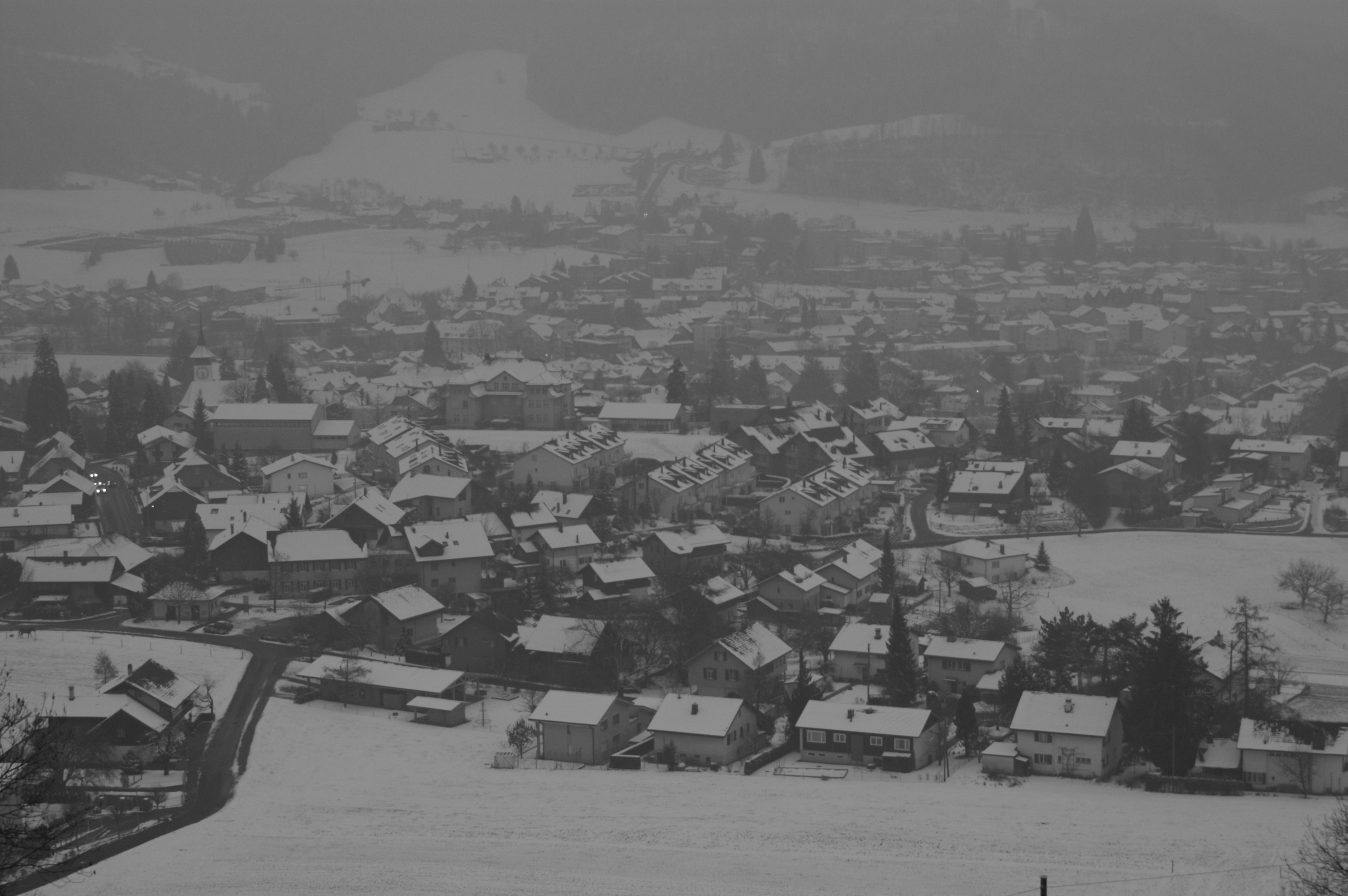
Steffisburg im Winter
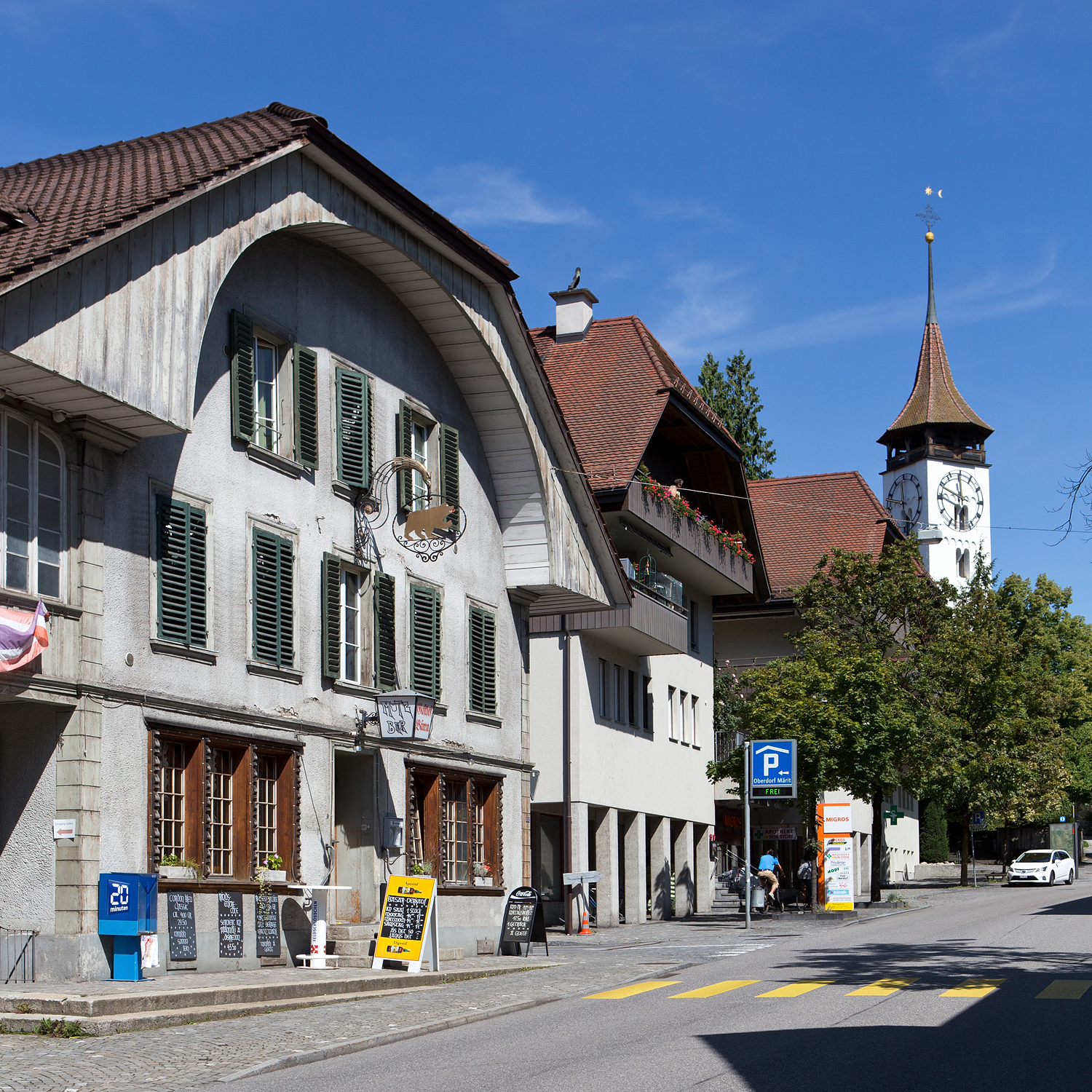
Oberdorf mit Dorfkirche
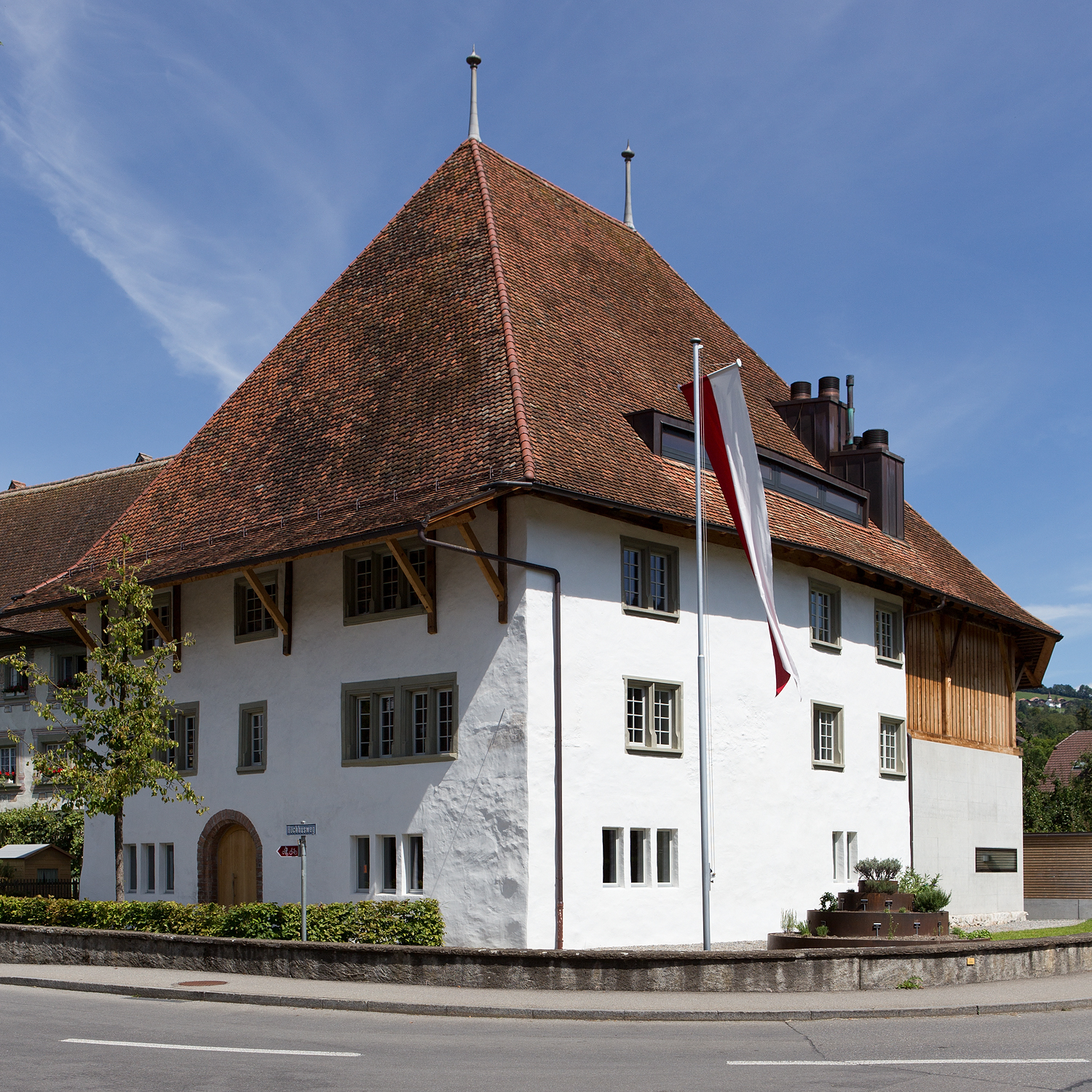
Grosses Höchhus
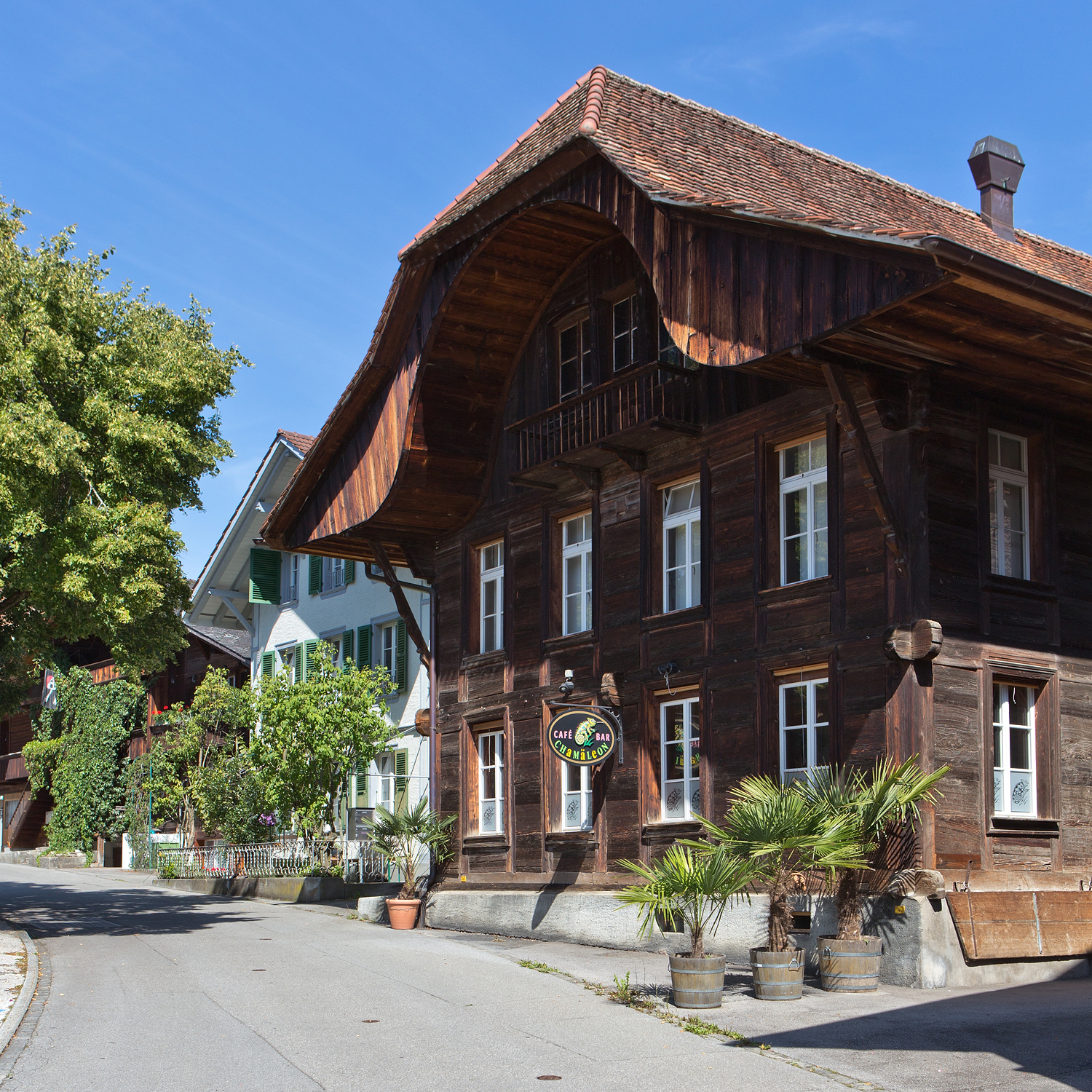
Altes Schulhaus
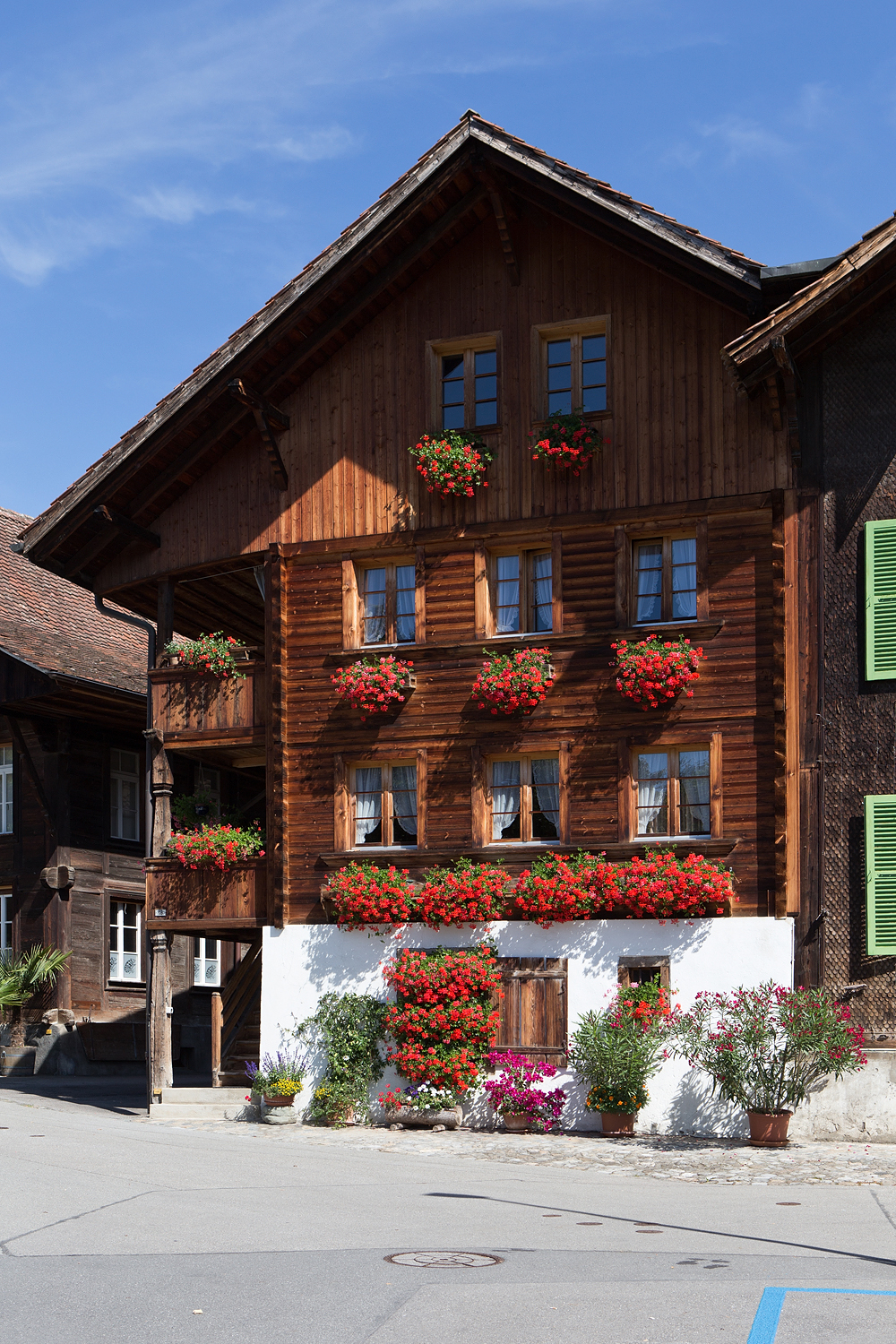
Altes Schulhaus
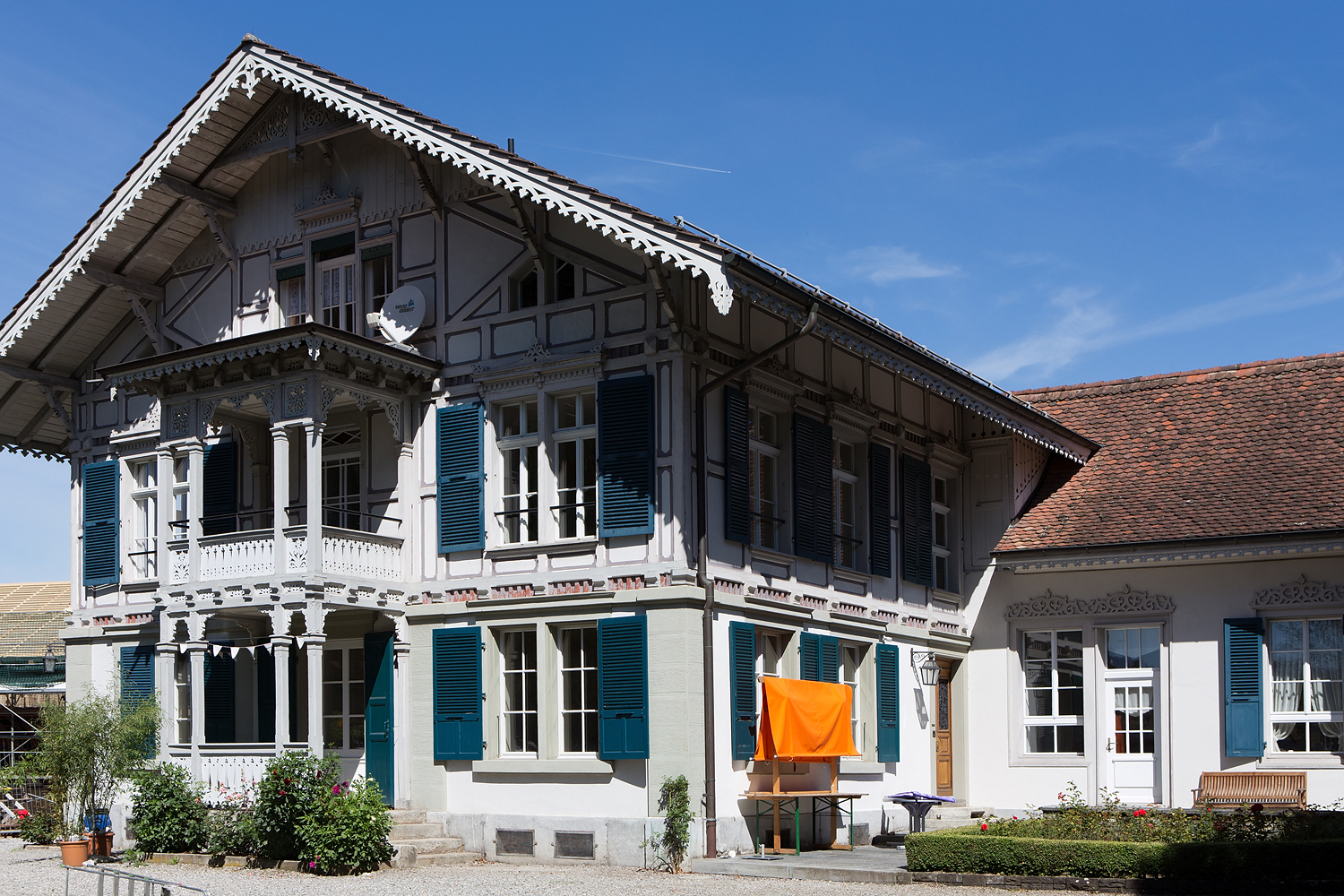
Villa Schüpbach
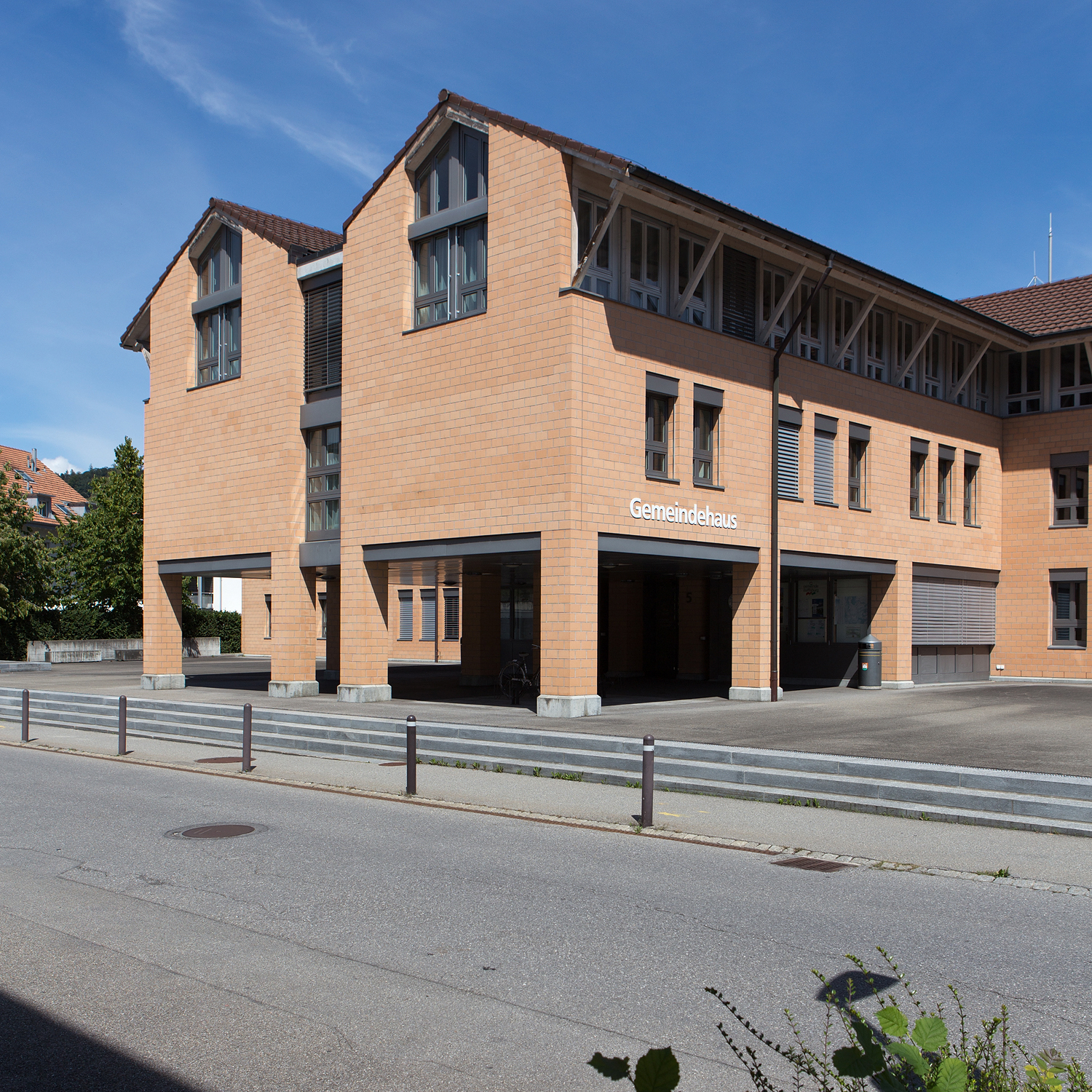
Gemeindehaus
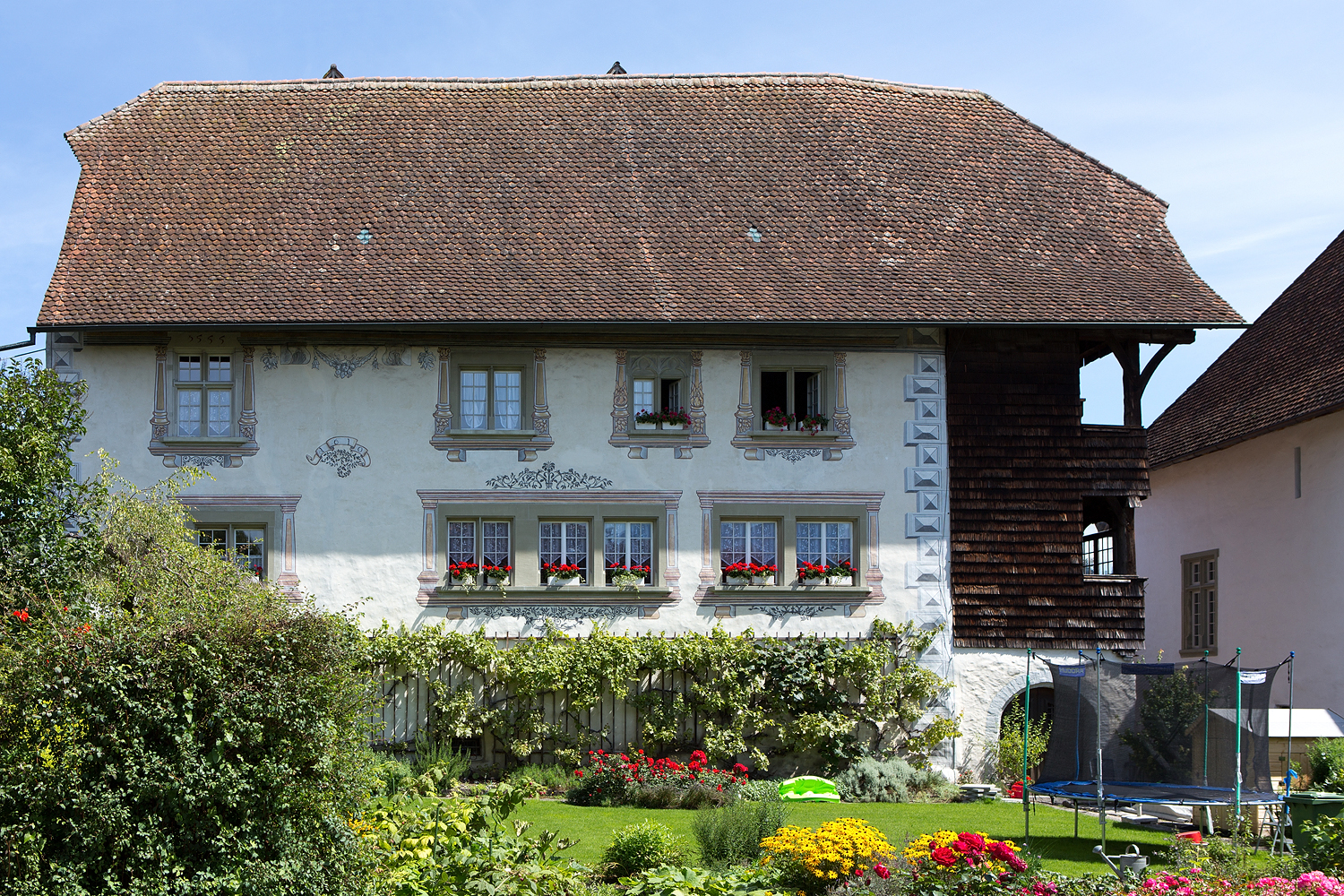
Das «kleinere» Höchhus
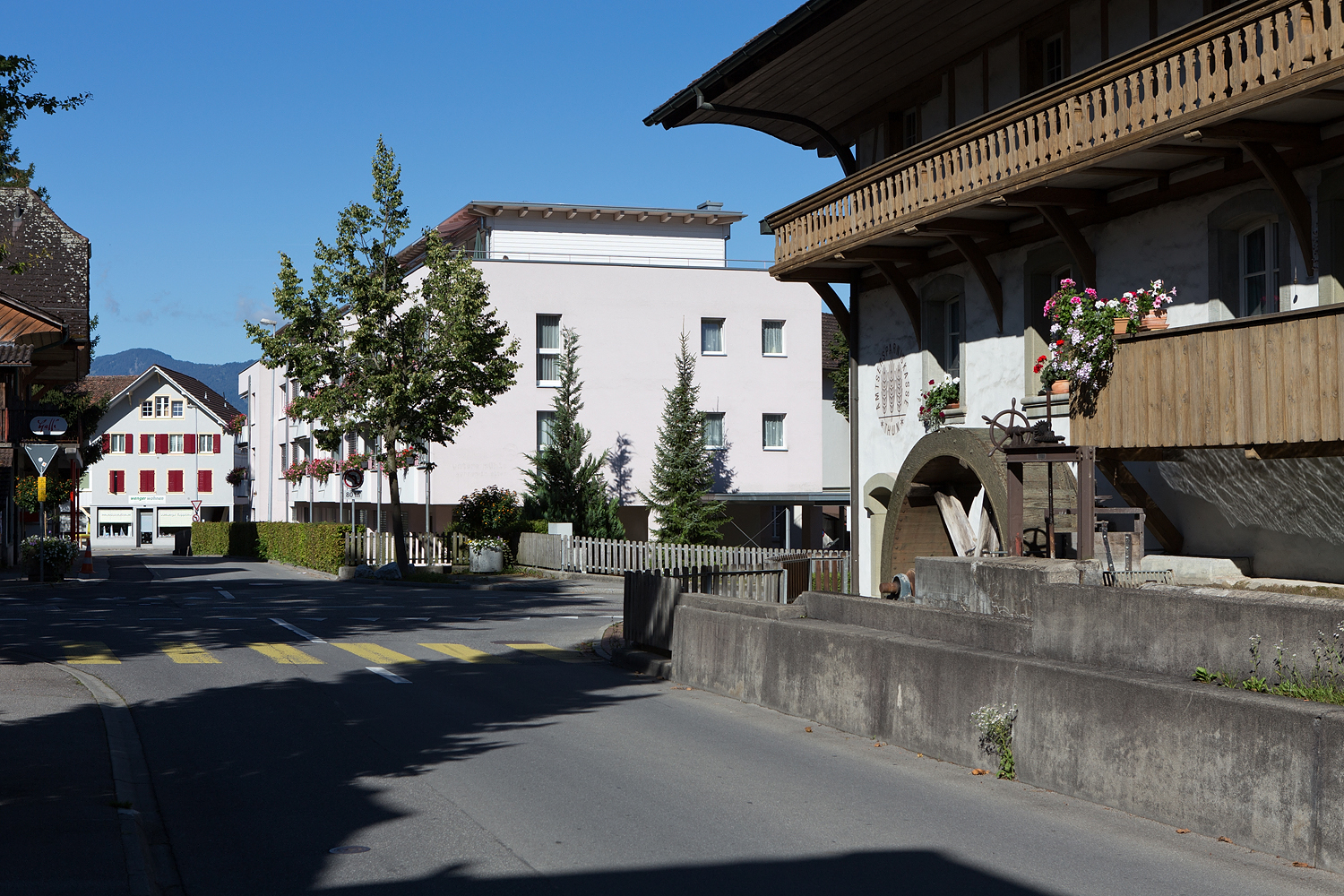
Obere Mühle
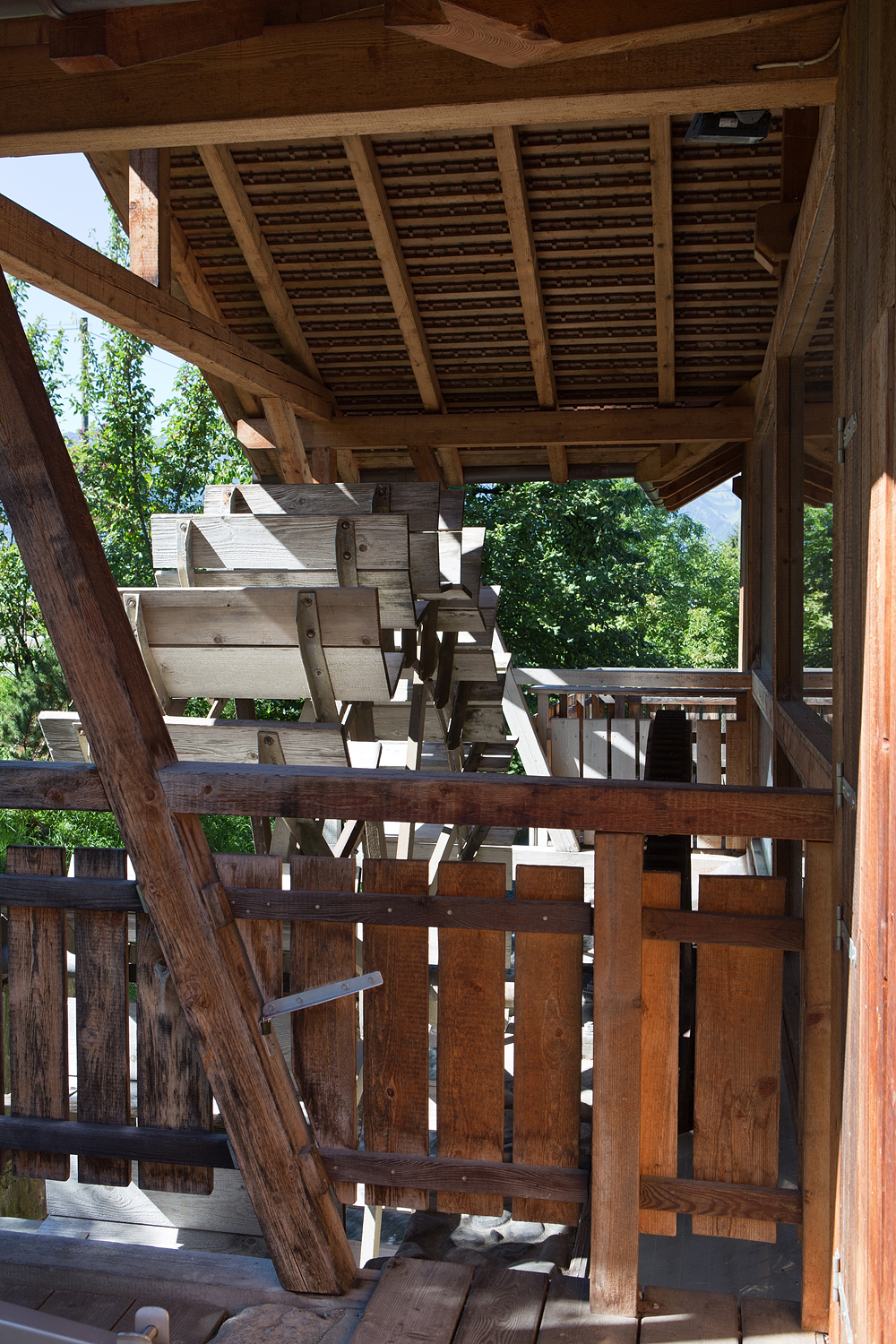
Saagi

## Städtepartnerschaft
- Jindřichův Hradec, Tschechien. Diese von 1992 bis Ende 2008 bestehende Städtepartnerschaft wurde von der Gemeinde Steffisburg gekündigt.[15]

## Persönlichkeiten
- Ana Maria Crnogorčević (* 1990), Fussballspielerin
- Barbara Egger-Jenzer (* 1956), Politikerin, Regierungsrätin des Kantons Bern
- Jean Finger (1854–1944), Uhrenschalenfabrikant
- Andrin Frey (* 2000), Kunstturner
- Arthur Loosli (1926–2021), Konzertsänger und Kunstmaler
- Annemarie Parekh (* 1941), Tanzpädagogin und Choreografin
- Robert Schär (1894–1973), Glasmaler und Maler
- Roman Tschabold (1900–1990), Grafiker, Maler, Keramiker, Bildhauer und Architekt
- David Tschanz (1717–1784), Gründer der pietistischen Bewegung Heimberger Brüder

### Ehrenbürger von Steffisburg
- Hans Bietenhard (1916–2008), evangelisch-reformierter Pfarrer, Neutestamentler und Bibelübersetzer
- Ruth Bietenhard (1920–2015), Journalistin, Lehrerin und Bibelübersetzerin